# Bryggen

Panorama Bryggen

Bryggen (z norw. Nadbrzeże) znane także jako Tyskebryggen (z norw. Niemieckie Nadbrzeże) – jest to szereg hanzeatyckich budynków handlowych w Bergen, Norwegia, które znajdują się od 1979 roku na liście światowego dziedzictwa UNESCO. Ich nazwa ma to samo pochodzenie co flandryjskie miasto Brugia.
W 1360 roku Liga Hanzeatycka ustanowiła w Bergen Kantor, czyli placówkę handlową, która zaczęła się rozwijać wraz z rozwojem miasta jako ważne centrum wymiany handlowej. Wraz ze wzrostem handlu przybywało budynków w Bryggen. 
Sześć budynków od strony północnej spłonęło w 1955 roku, a następnie zrekonstruowano je w 1970 roku.
Obecnie Bryggen pełni funkcje turystyczne, mieszczą się w nich m.in. sklepy z pamiątkami, restauracje, puby oraz muzea.